# Jon Mankell
Jon Karl Kristian Mankell, född 28 september 1980 i Norrköpings Sankt Olai församling i Östergötlands län, är en svensk filmproducent.
Jon Mankell studerade 2002–2005 vid Örebro universitet. Han var producent vid Yellow Bird 2005–2014 och är sedan 2014 verksam vid Chimney. Han har bland annat arbetat med filmproduktioner ur Wallander-serien och Millennium-serien. Han är styrelseledamot av Yellow Horse Film & TV AB samt Palco Media AB sedan 2009. 
Han är son till författaren Henning Mankell och Ulla Blom Ivarsson samt sonson till Ivar Mankell. Han är sambo med Lina Jernström (född 1980) och har en dotter (född 2015).

## Filmografi (i urval)
- 2005 – Wallander – Mastermind (produktionsassistent)
- 2005 – Wallander – Innan frosten (produktionsassistent)
- 2006 – Wallander – Jokern (produktionskoordinator)
- 2006 – Wallander – Blodsband (produktionskoordinator)
- 2006 – Wallander – Hemligheten (produktionskoordinator)
- 2009 – Män som hatar kvinnor (produktionskoordinator)
- 2009 – Luftslottet som sprängdes (produktionskoordinator)
- 2010 – Der Chinese (medproducent)
- 2013 – Wallander – Den orolige mannen (producent)
- 2013 – Wallander – Försvunnen (producent)
- 2013 – Wallander – Mordbrännaren (producent)
- 2013 – Wallander – Saknaden (producent)
- 2013 – Wallander – Sorgfågeln (producent)
- 2013 – Wallander – Sveket (producent)
- 2019 – 438 dagar (exekutiv producent)
- 2023 – Beck – Quid Pro Quo (exekutiv producent)